# Ceresa concinna
Ceresa concinna är en insektsart som beskrevs av Fowler. Ceresa concinna ingår i släktet Ceresa och familjen hornstritar. Inga underarter finns listade i Catalogue of Life.